# عبدالله سنوسی
عبدالله سنوسی (به عربی: عبدالله السنوسي) هم‌چنین مشهور به «قصاب» از بستکان نزدیک معمر قذافی و رئیس دستگاه امنیتی و اطلاعاتی رهبر سرنگون‌شده لیبی بود. عبدالله سنوسی، متولد سودان است اما بعداً شهروندی لیبی را پذیرفت. وی هم‌چنین برای مدت‌ها ریاست اداره اطلاعات ارتش لیبی را برعهده داشت.
وی از تاریخ ۲۷ ژوئن ۲۰۱۱ میلادی، در فهرست افراد تحت تعقیب دادگاه لاهه قرار گرفت. اتهام وارده به او «دخالت در سرکوبی خشن اعتراض‌های مردمی در لیبی» و پی‌آمدهای دستورهای وی در ردیف «جنایت علیه بشریت» اعلام شده است.

## اتهامات
دادگاه رسیدگی به جنایات جنگی در لاهه مدعی است که شواهد و مدارکی در دست دارد که نشان می‌دهد عبدالله سنوسی در ماه‌های درگیری میان نیروهای قذافی و مخالفان، مسئول مستقیم بسیاری او حملات برنامه‌ریزی شده بوده است. دولت فرانسه نیز وی را در رابطه با اقدام تروریستی سال ۱۹۸۹ میلادی، در نیجر مقصر می‌داند. در آن‌سال لیبی یک هواپیمای ایرفرانس را بر فراز نیجر منفجر کرد و موجب مرگ ۵۹ شهروند فرانسوی شد. عبدالله السنوسی هم‌چنین متهم به طراحی انفجار پرواز شماره ۱۰۳ پان آم بر فراز آسمان اسکاتلند در سال ۱۹۸۸ است. این سانحه موجب مرگ دست‌کم ۲۷۰ نفر شد.

## دستگیری و استرداد
در مارس ۲۰۱۱ میلادی، سازمان امنیت موریتانی رسماً اعلام کرد که عبدالله سنوسی در هنگام سفر با پاسپورت جعلی متعلق به کشور مالی در فرودگاه بین‌المللی نواکشوت دستگیر شده است دولت لیبی، از موریتانی خواست تا عبدالله السنوسی را برای محاکمه تحویل مقامات طرابلس دهد. دولت فرانسه و دادگاه بین‌المللی کیفری نیز درخواست‌های مشابهی برای استرداد عبدالله سنوسی مطرح کرده‌اند.
در تاریخ ۵ سپتامبر ۲۰۱۲ میلادی، دولت موریتانی عبدالله سنوسی را به مقامات دولت لیبی تحویل داد.